# Centre de recherche risques et vulnérabilités
Vous pouvez aider à l'améliorer ou bien discuter des problèmes sur sa page de discussion.
- Il ne s’appuie pas, ou pas assez, sur des sources secondaires ou tertiaires. (Marqué depuis novembre 2021)
- Son texte doit être wikifié : il ne correspond pas à la mise en forme Wikipédia (style, typographie, liens internes, liens entre les wikis, etc.). (Marqué depuis novembre 2021)
- Il n’est pas rédigé dans un style encyclopédique. (Marqué depuis novembre 2021)

- Archive Wikiwix
- Bing
- Cairn
- DuckDuckGo
- E. Universalis
- Gallica
- Google
- G. Books
- G. News
- G. Scholar
- Persée
- Qwant
- (zh) Baidu
- (ru) Yandex
- (wd) trouver des œuvres sur Wikidata

Le Centre d’étude et de recherche sur les risques et les vulnérabilités (CERReV) est un centre de recherche pluridisciplinaire regroupant en dominante des sociologues et des psychologues. Créé en janvier 2008 avec le statut d’Équipe d’accueil (n° 3918), il bénéficie de ce fait d’un double rattachement : principal à l’UFR Humanités et Sciences Sociales et secondairement à l’UFR de psychologie. 
Il s’est donné pour objectif d’analyser dans une perspective pluridisciplinaire les risques et les vulnérabilités des sociétés contemporaines, qu’elles soient occidentales ou non.

## Thématiques de recherche
L'objectif du CERReV est d'analyser dans une perspective pluri et interdisciplinaire (sociologie, anthropologie, psychologie, infocom, santé publique…) les risques et les vulnérabilités individuels et/ou collectifs dans les sociétés contemporaines qu'elles soient occidentales ou non. Les travaux du Centre d'Etude et de Recherche sur les Risques et les Vulnérabilités (C.E.R.R.e.V.) sont organisés selon trois axes de recherche :
- Transition Écologique et Recherches sur les Risques et l'Environnement (TERRE) (co-responsables : Michelle DOBRE & Salvador JUAN).
- Vulnérabilités sociales, Inégalités, Dominations (co-responsables : Hélène MARCHE & Vassili RIVRON).
- Subjectivation, Relation et Institution (co-responsables : Sylvain PASQUIER & Manuel TOSTAIN).

Le CERReV contribue à l’animation du milieu scientifique par la revue de sociologie et d’anthropologie, Mana.
L’ambition pluridisciplinaire du CERReV trouve à s’exprimer : 
- dans l’un des Pôles de la Maison de la recherche en Sciences Humaines (MRSH), le Pôle « Risques, Qualité et Environnement Durable»[3], qui regroupe des géographes, des biologistes, des sociologues, etc. ;
- dans son Programme Innovant en Formation « Santé, handicaps, maladies : responsabilités individuelles et collectives »[4], qui associe des chercheurs en droit, médecine, psychologie, sciences de l’éducation et sociologie…
- et nourrit  de nombreux séminaires et colloques en France et à l’étranger…

## Enseignements
Le CERReV participe à divers enseignements de Normandie Université :
- une école doctorale ED 556 HSRT « Homme, Sociétés, Risques, Territoires »[5]  ;
- un masters de recherche :  « Changements Institutionnels Risques et Vulnérabilités Sociales » (CIReVS)[6]  ;
- quatre masters professionnels : « Psychologie sociale, du travail et des organisations »[7] ; « Master Pro Management du Social et de la Santé »[8]  ; « Gouvernance des Risques Et de l'Environnement » (GREEN)[9]  ;
- deux diplômes d’université : « Accompagnement et prise en charge des personnes âgées »[10]  ; « Chargé de projet en éducation pour la santé »[11].

## Composition
Le laboratoire est composé de 27 enseignants-chercheurs, 1 IATOS/ITA/ITRF, 36 doctorants. 
La liste des permanents comprend : Laurent Bocéno, Philippe Chanial, Stéphane Corbin, Estelle Deléage, Gillonne Desquesnes, Michelle Dobré, Cécile Dolbeau-Bandin, Matei Gheorghi, Anne Golse, Guillaume Grandazzi, Lise Ibrahim, Salvador Juan, Hélène Marche, Anne Lalo, Sylvie Le Calvez-Fouchers, Xavier Le Coutour, Charlotte Le Van, Joëlle Lebreuilly, Frédérick Lemarchand, Hélène Marche, Alexandra Meyran, Sylvain Pasquier, Vassili Rivron, Agnès Salinas, Pauline Seiller, Manuel Tostain, Patrick  Vassort.